# Abdoul-Gafar Mamah
Abdoul-Gafar Mamah (ur. 24 sierpnia 1985 w Lomé) – togijski piłkarz grający na pozycji bocznego obrońcy.

## Kariera klubowa
Karierę piłkarską Mamah rozpoczął w klubie Gomido FC. W 2000 roku zadebiutował w jego barwach w pierwszej lidze togijskiej i grał w nim do 2003 roku. Rozegrał 84 mecze w Gomido i strzelił 2 gole. W 2003 roku przeszedł do gabońskiego FC 105 Libreville. W 2004 roku wygrał z nim rozgrywki Coupe du Gabon Interclubs.
W połowie 2006 roku Mamah przeszedł do mołdawskiego Sheriffu Tyraspol. Swój pierwszy sukces z tym klubem osiągnął już w 2007 roku, gdy wywalczył mistrzostwo Mołdawii. W 2008 roku sięgnął z Sheriffem po dublet - mistrzostwo oraz Puchar Mołdawii. W 2009 roku także zdobył dublet oraz wygrał z Sheriffem rozgrywki Pucharu Intertoto, a jesienią 2009 wystąpił w fazie grupowej Ligi Europy.
W 2010 roku Mamah przeszedł do rosyjskiej Ałaniji Władykaukaz. Zadebiutował w niej 14 marca 2010 w zremisowanym 1:1 domowym meczu z Saturnem Ramienskoje. W Ałaniji grał do końca 2010 roku.
W 2011 roku Mamah został zawodnikiem Dacii Kiszyniów. Swój debiut w niej zanotował 16 marca 2011 w zremisowanym 1:1 domowym meczu z Sheriffem Tyraspol. W sezonie 2010/2011 wywalczył z Dacią mistrzostwo Mołdawii, a w sezonie 2011/2012 - wicemistrzostwo. W 2011 roku zdobył też Superpuchar Mołdawii.
| Sezon   | Klub                | Kraj     | Rozgrywki               | Mecze | Bramki |
| ------- | ------------------- | -------- | ----------------------- | ----- | ------ |
| 2000/01 | Gomido FC           | Togo     | Championnat National    | ?     | ?      |
| 2001/02 | Gomido FC           | Togo     | Championnat National    | ?     | ?      |
| 2002/03 | Gomido FC           | Togo     | Championnat National    | ?     | ?      |
| 2003/04 | Gomido FC           | Togo     | Championnat National    | ?     | ?      |
| 2004    | FC 105 Libreville   | Gabon    | Championnat National D1 | ?     | ?      |
| 2005    | FC 105 Libreville   | Gabon    | Championnat National D1 | ?     | ?      |
| 2005/06 | Sheriff Tyraspol    | Mołdawia | Divizia Națională       | 7     | 0      |
| 2006/07 | Sheriff Tyraspol    | Mołdawia | Divizia Națională       | 25    | 0      |
| 2007/08 | Sheriff Tyraspol    | Mołdawia | Divizia Națională       | 25    | 1      |
| 2008/09 | Sheriff Tyraspol    | Mołdawia | Divizia Națională       | 23    | 0      |
| 2009/10 | Sheriff Tyraspol    | Mołdawia | Divizia Națională       | 8     | 0      |
| 2010    | Ałanija Władykaukaz | Rosja    | Priemjer-Liga           | 13    | 0      |
| 2010/11 | Dacia Kiszyniów     | Mołdawia | Divizia Națională       | 9     | 0      |
| 2011/12 | Dacia Kiszyniów     | Mołdawia | Divizia Națională       | 25    | 0      |
| 2012/13 | Dacia Kiszyniów     | Mołdawia | Divizia Națională       |       |        |

## Kariera reprezentacyjna
W reprezentacji Togo Mamah zadebiutował w 2000 roku jako 15-latek. W 2002 roku w wieku 17 lat został powołany do kadry na Puchar Narodów Afryki 2002. Na tym turnieju rozegrał dwa spotkania: z Wybrzeżem Kości Słoniowej (0:0) i z Kamerunem (0:3). Z kolei w 2006 roku był w kadrze Togo na Puchar Narodów Afryki 2006. Jego dorobek na tym turnieju to jedno spotkanie, z Angolą (2:3). W 2010 roku selekcjoner Togo Hubert Velud powołał na Puchar Narodów Afryki 2010, jednak zespół wycofał się z turnieju z powodu ataku terrorystycznego.